# Альфред Рауль
Альфред Рауль (фр. Alfred Raoul; 15 грудня 1938 — 16 липня 1999) — конголезький державний і політичний діяч, четвертий прем'єр-міністр Республіки Конго, віцепрезидент Народної Республіки Конго від січня 1970 до грудня 1971 року. Також виконував обов'язки президента від вересня 1968 до 1 січня 1969 року після усунення від влади Альфонса Массамба-Деба.
1970 року, будучи членом політбюро Конголезької партії праці, очолив конголезьку делегацію, яка відвідала КНР і зустрілась із Мао Цзедуном.